# Селаїт
Селаїт (рос. селлаит; англ. sellaite; нім. Sellait m) — мінерал, флуористий магній ланцюжкової будови. За прізв. італ. мінералога К.Селла (Q.Sella), G. Strüver, 1868. Синоніми: белонезит.

## Опис
Хімічна формула: MgF2. Склад у %: Mg — 39,02; F — 60,98.
Сингонія тетрагональна. Дитетрагонально-дипірамідальний вид. Структура подібна до структури рутилу. Утворює призматичні до голчастих і волокнисті аґреґати. Двійники по (110). Спайність досконала. Густина 3,15. Тв. 5,0-5,5. Безбарвний до білого. Прозорий. Злом раковистий. Блиск скляний. Крихкий. Характерний мінерал пневматолітово-гідротермальних родовищ, які залягають у доломітах, а також соляних, доломіт-ангідритових і фумарольних відкладів. Супутні мінерали: доломіт, ангідрит.

## Розповсюдження
Знахідки: копальня «Клара», Шварцвальд, Блейхроде, Сх. Гарц — все ФРН; Бая Спріє та Геря (Румунія); Болівія; Етна та Везувій, Італія; глетчер «Жебрула», Франція.